# 塞弗里奇號驅逐艦 (DD-357)
塞弗里奇號驅逐艦（舷號DD-357）是一艘隸屬於美國海軍的驅逐艦，為波特級驅逐艦的二號艦。她是美國第二艘以海軍將領父子湯姆斯·塞弗里奇（Thomas Oliver Selfridge）和小湯姆斯·塞弗里奇（Thomas Oliver Selfridge, Jr.）為名的軍艦。
塞弗里奇號於1933年12月18日開始建造，在1936年4月18日下水，1936年11月25日服役。塞弗里奇號在1938年轉到太平洋服役，跟隨戰鬥部隊（Battle Force）參與多次艦隊解難演習。1941年日軍突襲珍珠港時，塞弗里奇號正在港內停泊，但沒有受損。隨後塞弗里奇號主要跟隨薩拉托加號行動，其餘時間則在美國西岸和夏威夷海域負責護航任務。1942年塞弗里奇號參與瓜島戰役多場戰事，卻在1943年10月維拉拉維拉海戰遭日軍魚雷重創。海戰後塞弗里奇號輾轉返回美國維修，在1944年5月重返太平洋戰場，隨同快速航母艦隊參與馬里亞納群島及帛琉戰事。關島戰役結束後，塞弗里奇號調到大西洋和地中海負責護航任務，並在歐戰結束後返國待命。1945年塞弗里奇號退役除籍，並在1947年10月出售拆解。
塞弗里奇號在二戰共獲得四枚戰鬥之星。